# Cerchanotus jelineki
Cerchanotus jelineki es una especie de coleóptero de la familia Zopheridae.

## Distribución geográfica
Habita en China.